# Thexder
Thexder (Japans: テグザー) is een computerspel dat werd ontwikkeld en uitgegeven door Game Arts. Het platform-schietspel werd in april 1985 uitgebracht in Japan voor een aantal homecomputers. De speler speelt een robot die kan lopen en vliegen. Al schietende moet er een weg gebaand worden door het veld. Thexder kent vele levels en tegenstanders die in het verloop van het spel qua moeilijkheidsgraad toenemen.

## Platform
| Jaar | Platform                         |
| ---- | -------------------------------- |
| 1985 | FM-7, NES, PC-88, Sharp X1       |
| 1986 | MSX, PC-98                       |
| 1987 | Amiga, Apple II, Apple IIgs, DOS |
| 1988 | TRS-80 CoCo                      |
| 1990 | Macintosh                        |

## Ontvangst
| Beoordeeld door | Platform | Jaar  | Score |
| --------------- | -------- | ----- | ----- |
| Happy Computer  | 1987     | DOS   | 82%   |
| ST/Amiga Format | 1988     | Amiga | 61%   |
| Video Game Den  | 2013     | NES   | 60%   |
| All Game Guide  | 1998     | DOS   | 30%   |
| CU Amiga        | 1988     | Amiga | 30%   |